# 보편 화해
기독교 신학에서 보편 화해(universal reconciliation, universal salvation) 혹은 보편구원이란 하나님의 사랑과 자비 때문에 모든 죄인과 소외된 영혼들은 궁극적으로 하나님과 화해를 갖는다고 주장하는 교리이다. 예수 그리스도는 모든 인간들을 위해서 십자가에서 죽으셨기에 모든 인간들에게 구속이 적용된다고 한다. 이 교리는 특별은총에 의해서 예수를 믿는 자만 천국에 들어간다고 주장하는 기독교 교파에 의해서는 거부되었다.
보편적 구원이라는 용어가 기존의 구원과 기능적으로 동등한 구원을 의미하기에 화해의 개념은 영적 구원과 물리적 죽음이라는 개념과 관련이 있다. 보편 주의자들은 구원의 과정이나 상태에 관한 다양한 신학적 신념을 지지하지만 구원 역사는 모든 인류가 하나님과 화해하는 것으로 끝나는 견해를 고수한다. 많은 지지자들은 예수 그리스도의 고난과 십자가 처형이 모든 인간을 위한 구속과 모든 죄를 위한 속죄를 제공한다고 주장한다.

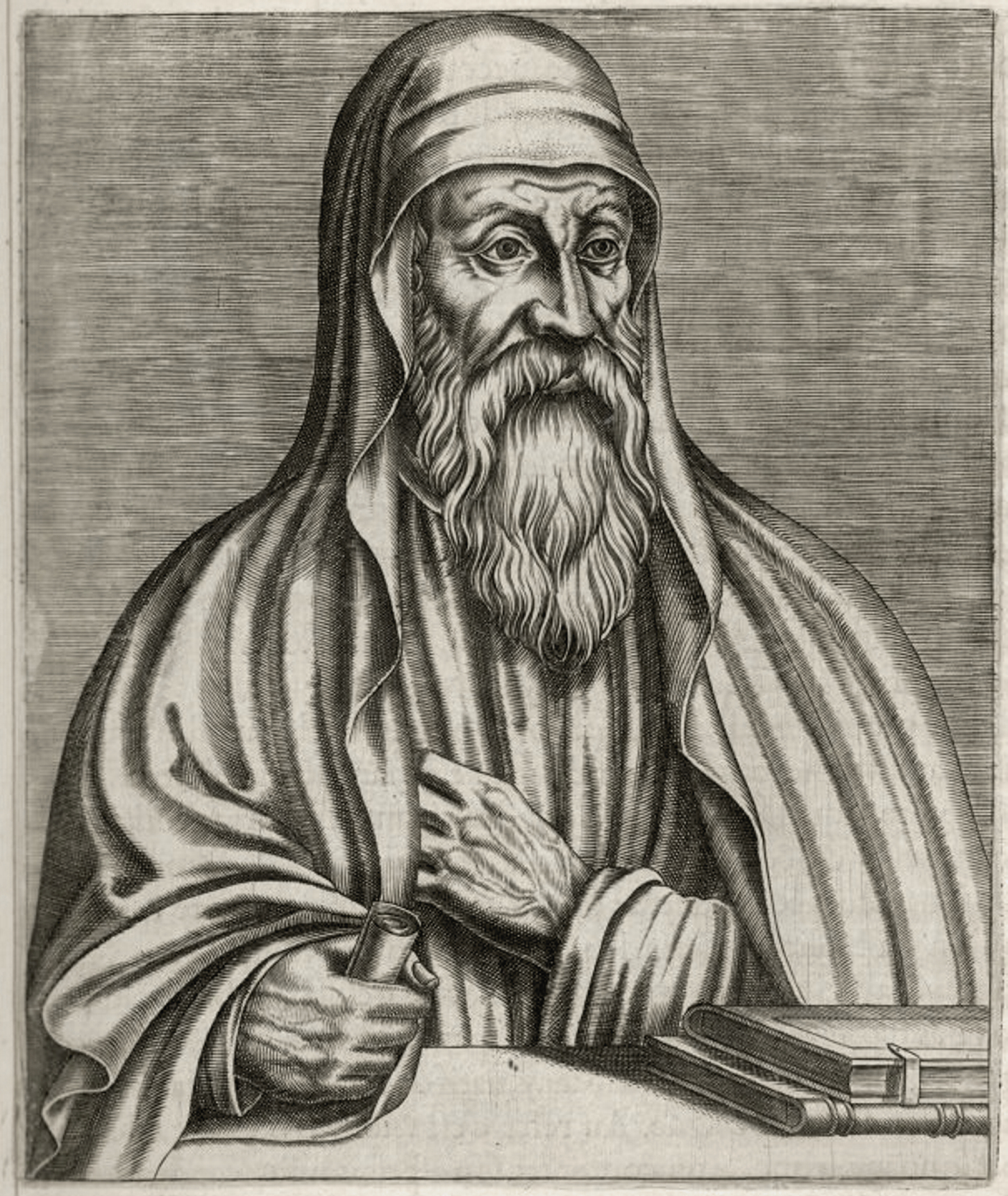
보편화해의 지지자인 오리겐

## 같이 보기
- 만물회복설
- 기독교에서의 구원
- 기독교 신비주의
- 하나님의 사랑
- 내재신론
- 철학적 신학
- 회복적 정의